# Paul Billberg
Paul Billberg, född 1686 i Själevad, död 26 mars 1769 i Nordmaling, var en svensk amatörorgelbyggare och klockare i Nordmaling.

## Biografi
Billberg föddes 1686 på Västerbillsjö i Själevad socken och var son till bondföräldrar. Under sina unga år gick han i Trivialskolan i Härnösand. När skolan brann 1710 flyttade han till Umeå där han anställdes han hos räntmästare Kröger, för att läsa åt hans barn. Efter detta antogs han som soldat i Umeå kompani och var i fält under 6 veckor. Under sin tid på fältet blev han först korpral och därefter förridare. År 1725 tog han avsked från tjänsten och anställdes som klockare i Umeå stadsförsamling. År 1749 flyttade han till Nordmaling, där han avled 26 mars 1769 av ålderdom.

### Familj
Han gifte sig första gången 1715 i Umeå med Elisabet Andersdotter Röström (1690–1731). De fick tillsammans barnet Johan (1720–1798). Han gifte sig andra gången 18 maj 1732 i Bygdeå med Brita Olofsdotter (1687–1770).

## Orglar
| År   | Ursprunglig kyrka | Stift      | Manualer | Pedal | Stämmor | Bevarad orgel/fasad | Övrigt                                                         |
| ---- | ----------------- | ---------- | -------- | ----- | ------- | ------------------- | -------------------------------------------------------------- |
| 1740 | Umeå stads kyrka  | Härnösands |          |       | 9       |                     | En ny orgel byggdes 1779 av Petter Qvarnström, Sundsvall.      |
| 1750 | Nordmalings kyrka | Härnösands |          |       | 6       |                     | Trädpipor. En ny orgel byggdes 1811 av Pehr Strand, Stockholm. |